# بتور، گجرات
بتور (به انگلیسی: Bator) یک روستا در پاکستان است که در پنجاب واقع شده‌است. بتور ۲٫۷۵ کیلومتر مربع مساحت و ۳٬۵۲۶ نفر جمعیت دارد و ۲۷۵ متر بالاتر از سطح دریا واقع شده‌است.